# 利永神社
利永神社（としながじんじゃ）は鹿児島県指宿市山川利永にある神社。旧社格は村社。

## 祭神
- 大国主命
- 保食命

## 由緒
不詳（鹿児島県神社庁HPより）

## 祭祀
1月16日に面をかぶった人々の行列が町内を練り歩き、参列者の顔に煤を塗りつけるという「めんどん」という奇祭で知られる。煤には大根を鉛筆の先端のように削ったものに竈で出た灰を塗りつけて使う。塗りつけられた人はその年大病にかからないと伝えられている。